# Sujangarh
Sujangarh ist eine Stadt im indischen Bundesstaat Rajasthan.
Die Stadt ist Teil des Distrikts Churu. Sujangarh hat den Status einer Municipality. Die Stadt ist in 40 Wards gegliedert. Sie hatte am Stichtag der Volkszählung 2011 101.523 Einwohner, von denen 51.906 Männer und 49.617 Frauen waren. Die Alphabetisierungsrate lag 2011 bei 73,3 % und damit leicht unter dem nationalen Durchschnitt. Hindus bilden mit einem Anteil von ca. 65 % die Mehrheit der Bevölkerung in der Stadt. Muslime bilden mit einem Anteil von ca. 34 % eine Minderheit.